# Mas Colomer (Vidreres)
El Mas Colomer és un edifici del municipi de Vidreres (Selva) inclosa en l'Inventari del Patrimoni Arquitectònic de Catalunya.

## Descripció
Es tracta d'un edifici de dues plantes amb coberta de doble vessant cap als laterals. Aquest mas està dotat d'una planta rectangular i té varis adossats posteriors i construccions al seu entorn pròxim.
Les obertures, de forma rectangular, són emmarcades de pedra amb un sistema de placats superficials. Malgrat això, els muntants i el llindar de la porta principal són els originals.
Pel que fa als afegits, destaca la part dreta amb dos plantes (garatge i balcó) i galeria, coberts a dues aigües a façana. I la part esquerra, continuant la teulada, té tres finestres arquejades al primer pis i un portal a la planta baixa.
A la façana existeix un rellotge de sol de ceràmica pintada amb la llegenda “Helios - Mas Colomer”.

## Història
Es tracta d'un mas ja documentat en el segle xiii i s'anomenava Bellveí. Va ser un dels més importants de Vidreres i després de diverses compres arribà a tenir unes 220 vessanes, de les quals una part eren ocupades per pins en una zona coneguda com a Pineda d'en Flassià. Per casament, aquest mas passà el 1611 als propietaris del mas Roure de Maçanet, i llavors el 1824 va passar a ser propietat dels amos del mas Gelats de Santa Susanna. En el segle XX aquest important patrimoni quedà en mans de la Beneficència de l'Acció Catòlica d'Arenys de Mar, excepte el mas Flassià que en la dècada dels 60 va ser venut i s'urbanitzà; la casa funcionà com a restaurant fins a la dècada dels 90. Aquest restaurant fou decorat per l'artista vidrenc Joaquim Llucià.